# .be
.beは、ベルギーに割り当てられている国別コードトップレベルドメイン（ccTLD）。1989年に利用可能となり、ルーヴェン・カトリック大学のPierre Verbaetenによって管理される。2000年にDNS Belgiumに移管される。
2005年11月、2006年1月からいくつかの条件の下、誰でも初回のドメイン登録は無料化すると公表される。開始初日に17,000件の登録があった。
ドメイン名は第二レベルドメインに直接登録される。しかし、研究機関が.ac.beの下で登録されているように第三レベルドメインも存在する。だが、ルーヴェン・カトリック大学やヘント大学、ルーヴァン・カトリック大学のような主な大学が2005年にドメインを変更した。登録は、登録機関を通して行われる。
なお、米Google社のサービスYouTubeのドメインハックとして、youtu.beが存在する。

## 地方ドメイン
極右政党フラームス・ベランフがフランデレン地域のトップレベルドメイン.vl（オランダ語のVlaanderenから）を新設する提案をフランドルの地方議会に提出した。